# Пакруойское староство
Пакруойское староство (лит. Pakruojo seniūnija) — одна из 8 административно-территориальных единиц Пакруойского района, Шяуляйского уезда Литвы. Административный центр — город Пакруойис.

## География
Расположено в Мушо-Нямунельской низменности на севере Литвы, в центральной части Пакруойского района.
Граничит с Лигумайским староством на западе, Кловайняйским — на востоке, Розалимским — на юге, Пашвитинским — на севере, и Линкувским — на северо-востоке и севере.

## Население
Пакруойское староство включает в город Пакруойис, 29 деревень и 1 хутор.